# ハル (DD-330)
|          |                                                  |
| 艦歴     |                                                  |
| 発注     |                                                  |
| 起工     | 1920年9月13日                                    |
| 進水     | 1921年2月18日                                    |
| 就役     | 1921年4月26日                                    |
| 退役     | 1930年3月31日                                    |
| その後   | 1931年6月10日にスクラップとして売却              |
| 除籍     | 1930年7月22日                                    |
| 性能諸元 |                                                  |
| 排水量   | 1,190トン                                        |
| 全長     | 314 ft 5 in (95.83 m)                            |
| 全幅     | 31 ft 8 in (9.65 m)                              |
| 吃水     | 9 ft 3 in (2.82 m)                               |
| 機関     | ギアード・タービン、2軸推進、26,500 shp          |
| 最大速   | 35ノット (65 km/h)                               |
| 乗員     | 士官、兵員122名                                  |
| 兵装     | 4インチ砲4門 3インチ砲1門 21インチ魚雷発射管12門 |

ハル (USS Hull, DD-330) は、アメリカ海軍の駆逐艦。クレムソン級駆逐艦の1隻。艦名はアイザック・ハル代将に因む。その名を持つ艦としては2隻目。

## 艦歴
ハルは1921年2月18日にカリフォルニア州サンフランシスコのベスレヘム造船で起工する。1921年4月26日にエリザベス・ハルによって進水し、1921年4月26日に艦長T・J・ドイル大尉の指揮下就役する。
カリフォルニア州沿岸での整調後、ハルは年末までサンディエゴ沖での作戦活動および戦術演習に従事した。1922年は南カリフォルニア沖での海図作成および聴音訓練に従事する。パナマ沖での冬季艦隊演習およびサンディエゴ沖での訓練演習が完了すると、ハルは1923年6月28日に出航、ウォレン・ハーディング大統領のアラスカ巡航の護衛任務を行う。この航海で大統領は体調を崩し、サンフランシスコで8月2日に死去した。ハルは9月8日にサンディエゴに帰還し、同海域での作戦活動および訓練を再開した。
1924年1月2日にハルは作戦活動のためカリブ海へ出航し、メキシコのベラクルスでのアメリカ人の生命および財産保護を行う。4月にハルはワシントン州シアトルに向けて出航、シアトルとアラスカ州スワード間での作戦活動に従事した。5月初めに帰還すると、再び沿岸での作戦活動に従事した。
ハルは1927年までサンディエゴ沖での作戦活動に従事し、しばしばパナマへの巡航も行った。その後11月17日に戦闘艦隊と共に出航、カリブ海での戦術演習を行う。ニューヨークを訪問した後ハルは6月26日にサンディエゴに帰還し、訓練活動を再開した。
ハルは1929年6月11日にメア・アイランド海軍造船所にオーバーホールのため入渠する。10月にサンディエゴに帰還、同地で1930年3月31日に退役した。ハルはロンドン海軍軍縮条約に従って1931年6月10日にスクラップとして売却された。
ハルの艦内時鐘はウィスコンシン州ミルウォーキーのマーケット大学で保存され、フットボールの試合開始に使用された。現在マーケット大学にはフットボールチームはなく、艦内時鐘はその役目を終え保管されている。